# لينا بياتريس مورتون
لينا بياتريس مورتون (بالإنجليزية: Lena Beatrice Morton)‏ هي أخصائية في الأدب أمريكية، ولدت في 1901 في مقاطعة باث في الولايات المتحدة، وتوفيت في 10 يناير 1981.